# 베른하르트 포겔
베른하르트 포겔(Bernhard Vogel, 1932년 12월 19일 ~ 2025년 3월 2일)은 독일의 정치인으로, 독일 기독교민주연합 소속이다. 1976년부터 1988년까지 라인란트팔츠주의 주지사를 지냈으며, 이후 1992년부터 2003년까지 튀링겐주의 주지사를 지냈다. 두 주에서 주지사를 지낸 기간을 합치면 그는 독일연방공화국 내에서 가장 오랫동안 주지사로 재임한 정치인이 된다.

## 생애
1932년 12월 19일 괴팅겐에서 태어났다. 형은 뒷날 서베를린 시장과 사회민주당 원내대표를 지낸 한스요헨 포겔이다. 1976년에 헬무트 콜의 뒤를 이어 라인란트팔츠주의 주지사로 취임했다. 1988년에 주지사 자리에서 물러났다. 1992년에 포겔은 튀링겐주의 주지사로 취임하는데, 이로서 그는 독일연방공화국에서 처음으로 한 사람의 두 주의 주지사로 취임하게 됐다. 2003년에 주지사 자리에서 물러났다.